# Rhopalorhynchus pedunculatus
Rhopalorhynchus pedunculatus is een zeespin uit de familie Colossendeidae. De soort behoort tot het geslacht Rhopalorhynchus. Rhopalorhynchus pedunculatus werd in 1957 voor het eerst wetenschappelijk beschreven door Stock. 